# Vương quốc Vandal
Vương quốc Vandal (tiếng Latinh: Regnum Vandalum) hoặc Vương quốc Vandal và Alan (tiếng Latinh: Regnum Vandalorum et Alanorum) là một vương quốc được thành lập bởi người Vandal dưới thời vua Gaiseric ở Bắc Phi and the Địa Trung Hải từ năm 435 đến năm 534. Vương quốc được thành lập từ các thành thị được định cư bởi người Vandal tại các khu vực tại Numidia và Mauretania và mở rộng khắp vùng Bắc Phi sau đó là vùng Địa Trung Hải. Vương quốc bị xâm chiếm bởi Đế quốc Đông La Mã bởi hoàng đế Justinian I.

### Vương quốc ở Bắc Phi

#### Thành lập
Người Vandal đã theo vị vua mới của họ, Genseric (cũng được biết đến là Geiseric) vượt biển đến châu Phi vào năm 429. Mặc dù số lượng của họ là không rõ và đang nằm trong vòng tranh luận của một số nhà sử học, nhưng dựa trên sự khẳng định của Procopius, thì người Vandal và Alan có khoảng 80000 khi họ di chuyển tới Bắc Phi, Peter Heather ước tính rằng họ có thể đưa ra chiến trường một đội quân khoảng 15.000-20.000 người. Theo Procopius, người Vandal đến châu Phi theo yêu cầu của Bonifacius, người nắm quyền chỉ huy quân sự ở khu vực này. Tuy nhiên, đã được đề xuất rằng người Vandal di cư sang châu Phi để tìm kiếm nơi định cư an toàn; họ đã bị tấn công bởi một đội quân La Mã vào năm 422 và đã không thành công trong việc ký kết một hiệp ước với họ. Tiếp tục tiến quân về phía đông dọc theo bờ biển, người Vandal đã bao vây thành phố Hippo Regius vào năm 430. Ở bên trong, thánh Augustine và những linh mục của ông lại đang cầu nguyện một sự giải vây cho thành phố để thoát khỏi những kẻ xâm lược, vì họ hoàn toàn biết rõ rằng sự thất thủ của thành phố sẽ báo hiệu sự cải đạo hoặc cái chết cho nhiều tín đồ Kitô giáo La Mã. Ngày 28 tháng 8 năm 430, ba tháng sau khi bắt đầu cuộc bao vây, Thánh Augustine (lúc này đã 75 tuổi)qua đời, có lẽ vì đói hoặc căng thẳng, và vì các cánh đồng lúa mì bên ngoài thành phố đang trong tình trạng bị bỏ hoang và không được thu hoạch. Sau 14 tháng vây hãm, thành phố cuối cùng cũng thất thủ.
Hòa bình đã được lập lại giữa những người La Mã và người Vandal trong năm 435 thông qua một hiệp ước cho phép người Vandal kiểm soát khu vực ven biển của Numidia. Geiseric sau đó đã phá vỡ hiệp ước trong năm 439 khi ông xâm chiếm tỉnh châu Phi của La Mã và tiến hành vây hãm Carthage  Thành phố này đã bị chiếm mà không cần có giao tranh, người Vandal tiến vào thành phố trong khi hầu hết người dân đang theo dõi những cuộc đua tại trường đua ngựa. Genseric biến nó thành kinh đô của ông, và tự phong mình là vua của người Vandal và Alan. Tiếp tục chinh phục Sicilia, Sardegna, Corse và quần đảo Balearic, ông đã xây dựng vương quốc của mình thành một quốc gia hùng mạnh.
Khi người Vandal đột kích Sicilia trong năm 440, đế quốc Tây La Mã lúc này đang phải bận tâm với cuộc chiến tranh ở Gaul và không thể phản công lại. Theodosius II, hoàng đế của Đế quốc Đông La Mã, sau đó cử một đội quân viễn chỉnh để đối phó với người Vandals vào năm 441, tuy nhiên nó chỉ tiến xa đến tận Sicilia. Đế quốc Tây La Mã dưới thời Valentinian III đã ký kết một hiệp ước hòa bình với người Vandal trong năm 442 Theo hiệp ước này, người Vandals nhận được Byzacena, Tripolitania, một phần của Numidia, và xác nhận sự kiểm soát của họ đối với hành tỉnh châu Phi.

#### Cướp phá thành Roma
Trong 35 năm sau tới, với một hạm đội hùng hậu, Genseric đã cướp phá bờ biển của Đế quốc Tây và Đông La Mã. Tuy nhiên, sau khi vua người Hung là Attila chết, người La Mã đã có thể quay sang đối phó với người Vandals, khi họ đang nắm giữ một số vùng đất giàu có nhất của Đế quốc La Mã xưa.
Để buộc người Vandals phải thần phục đế quốc, Valentinianus III đã hứa hôn con gái của ông với con trai của Genseric. Tuy nhiên, trước khi hiệp ước này có thể được thực hiện, chính trị một lần nữa lại đóng một phần quan trọng trong các sai lầm ngớ ngẩn của La Mã. Petronius Maximus, một kẻ cướp ngôi, đã giết chết Valentinianus III, trong một nỗ lực để kiểm soát đế chế. Những nỗ lực ngoại giao giữa hai phe đã bị phá vỡ, và vào năm 455 với một lá thư của Hoàng hậu Licinia Eudoxia, cầu xin con trai của Genseric tới giải cứu bà, người Vandal đã đánh chiếm thành Roma, cùng với Hoàng hậu Licinia Eudoxia và hai người con gái Eudocia và Placidia.
Nhà chép biên niên sử Prosper xứ Aquitaine có ghi nhận duy nhất trong thế kỷ 5 rằng vào ngày 2 tháng 6 năm 455, Giáo hoàng Lêô I đã tiếp đón Genseric và thỉnh cầu ông ta không đốt phá thành phố và gây chết chóc cho nhân dân, và hãy thỏa mãn với của mình cướp được. Người ta đặt nghi vấn về việc ảnh hưởng của Giáo hoàng cứu vãn cả thành Roma. Người Vandals rời thành với vô số chiến lợi phẩm. Eudoxia và con gái bà là Eudocia được đưa đến Bắc Phi.

#### Sự củng cố
Như là một kết quả của hành động cướp phá thành Rome và tiến hành các hoạt động hải tặc ở Địa Trung Hải, đế chế La Mã đã tập trung vào việc tiêu diệt vương quốc Vandal. Cả hai nửa phía Tây (năm 460) và Đông (468) của đế chế đều đã phái hạm đội tiến đánh người Vandal. Người Vandal đã đánh chiếm được hạm đội Tây La mã, và phá hủy toàn bộ hạm đội Đông La Mã thông qua việc sử dụng thuyền lửa Tiếp sau cuộc tấn công này, Vandals đã cố gắng xâm lược vào Peloponnese, nhưng họ đã bị đánh bật trở lại bởi người Maniot tại Kenipolis với tổn thất nặng nề. Để trả thù, người Vandal bắt 500 con tin ở Zakynthos,chặt họ ra thành từng mảnh và ném các mảnh đó xuống biển trên đường quay về Carthage  Trong những năm 470, người La Mã đã từ bỏ chính sách tiến hành cuộc chiến chống lại người Vandal của họ. Vị tướng phía Tây là Ricimer đã đạt được một hiệp ước với người Vandal, và trong năm 476 Genseric đã có thể đã ký kết một nền "hòa bình vĩnh viễn" với Constantinopolis. Từ năm 477 trở đi, người Vandal đã ban hành tiền đúc riêng của họ.
Mặc dù người Vandal đã đánh lui được các cuộc tấn công từ những người La Mã và thiết lập quyền bá chủ trên các hòn đảo ở phía tây Địa Trung Hải, họ đã không thành công lắm trong các cuộc xung đột với người Berber. Nằm về phía nam của vương quốc Vandal, người Berber đã hai lần giành được những chiến thắng quan trọng trước người Vandals trong giai đoạn những năm 496-530.

### Chính sách tôn giáo
Sự khác biệt giữa những người Vandal theo giáo phái Arian và những thần dân tin thuyết Ba Ngôi của họ (bao gồm cả người Công giáo và những người ly giáo) là nguyên nhân gây ra tình trạng căng thẳng ở quốc gia châu Phi của họ. Các giám mục Công giáo đã bị lưu đày hoặc bị giết bởi Genseric và giáo dân đã bị ngăn cấm thờ phụng và thường xuyên bị tịch thu tài sản của họ Ông ta đã che chở cho những thần dân Công giáo của mình khi mối quan hệ của ông ta với La Mã và Constantinopolis trở nên thân thiện, như trong giai đoạn năm 454-57, khi cộng đồng Công giáo tại Carthage, lúc này đang trong tình trạng không có người đứng đầu, đã bầu Deogratias làm giám mục. Huneric, người kế vị Genseric, đã ban hành sắc lệnh chống lại người Công giáo vào năm 483 và 484 trong một nỗ lực để ngăn chặn họ và biến giáo phái Arian thành tôn giáo chính ở Bắc Phi  Nói chung hầu hết các vị vua Vandal, trừ Hilderic, đều bức hại các tín đồ Kitô giáo tin thuyết Ba Ngôi ở một mức độ nhiều hay ít, ngăn cấm sự cải đạo cho người Vandal, lưu đày các giám mục và nói chung gây khó khăn cho cuộc sống của các tín đồ Ba Ngôi.

### Suy tàn
Theo như "Từ điển Công giáo" (Catholic Encyclopedia) năm 1913: "Genseric, một trong những nhân vật quyền lực nhất của "thời đại di trú", chết ngày 25 tháng 1 năm 477, ở tuổi thượng thọ chừng 88. Theo luật kế vị mà ông ta ban hành, thành viên nam giới lớn nhất trong Hoàng gia sẽ kế ngôi. Do đó, ông ta được kế tục bởi con là Huneric (477–484), người ban đầu khoan dung Công giáo, do sợ uy Constantinopolis, nhưng sau năm 482 thì bắt đầu bách hại Mani giáo và Công giáo."
Gunthamund (484–496), em họ và là người kế tục của Hunneric, chủ trương giảng hòa với người Công giáo trong nước và một lần nữa chấm dứt bách hại. Bên ngoài, sức mạnh của Vandal đã suy yếu sau khi Genseric mất, và Gunthamund mất nhiều phần đất lớn ở Sicilia về tay người Ostrogoth và phải chống cự với áp lực ngày một gia tăng từ người Moor bản địa.
"Từ điển Công giáo" năm 1913 ghi nhận: "Trong khi Thrasamund (496–523), do sự cuồng tín của mình, căm ghét người Công giáo, ông hài lòng với những vụ bách hại không đổ máu".

### Sụp đổ

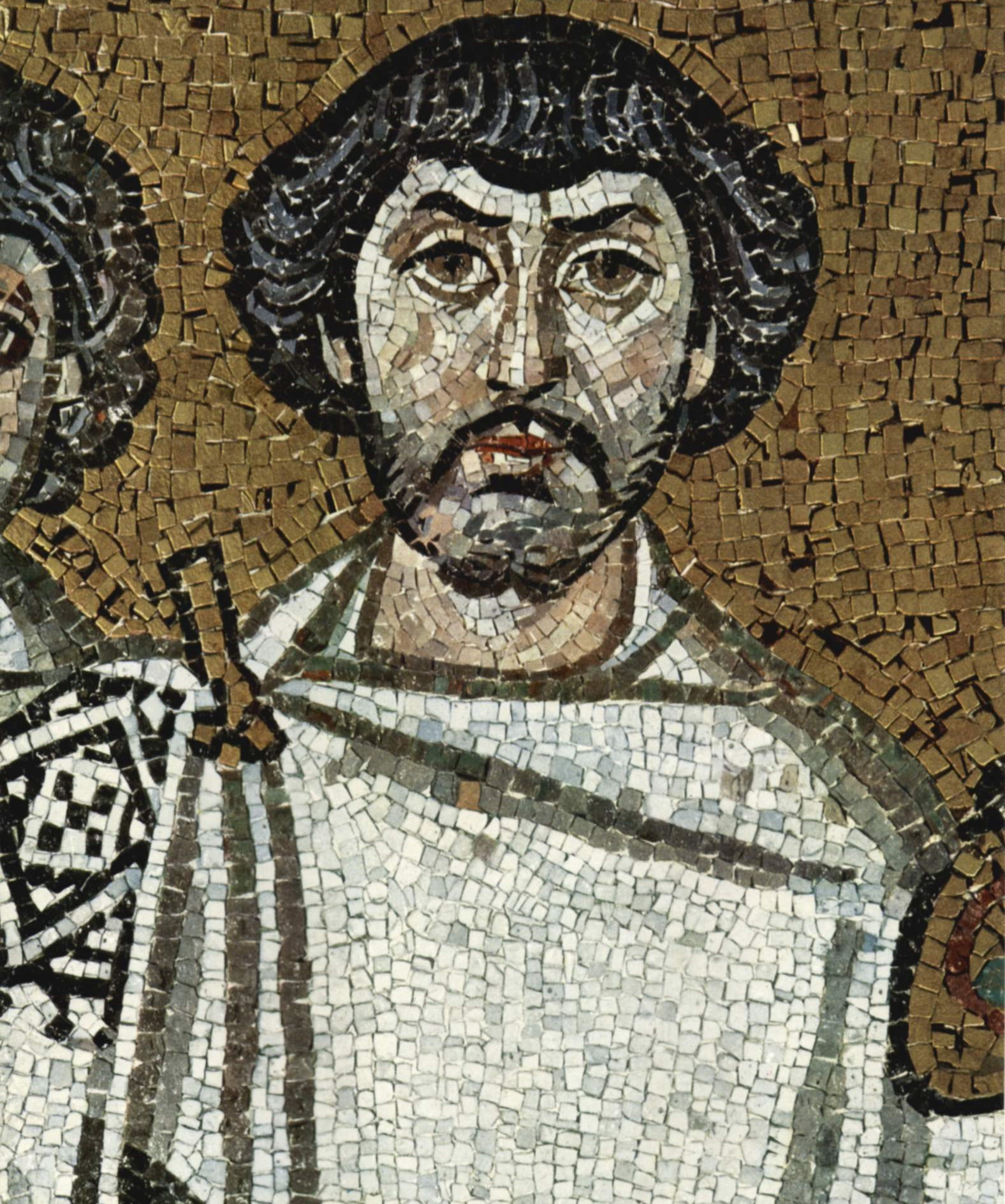
Belisarius có thể là nhân vật có râu đứng bên phải của hoàng đế Justinian I trong bức tranh khảm ở nhà thờ San Vitale, Ravenna, nhằm kỷ niệm cuộc chinh phục Italy của quân đội Byzantine dưới sự lãnh đạo của Belisarius

Hilderic (523-530) là vị vua Vandal khoan dung nhất đối với Giáo hội Công giáo. Ông cho phép tự do tôn giáo; và do đó những hội nghị tôn giáo của đạo Thiên chúa một lần nữa lại được tổ chức tại Bắc Phi. Tuy nhiên, ông lại ít quan tâm đến chiến tranh, và giao nó cho một thành viên trong gia đình, Hoamer. Khi Hoamer nhận một thất bại trước người Moor, phe Arian trong hoàng gia đã tiến hành một cuộc nổi loạn, và Gelimer, người anh em họ của ông (530-533) đã trở thành vua. Hilderic, Hoamer và người thân của họ đã bị ném vào tù. Hilderic bị lật đổ và bị giết chết vào năm 533.
Hoàng đế Đông La Mã là Justinian I ngay lập tức tuyên bố chiến tranh, với trên danh nghĩa là tuyên bố khôi phục lại ngôi vua Vandal cho Hilderic. Trong khi một đội quân viễn chinh đang trên đường tới, một phần lớn của quân đội Vandal và hải quân của họ được chỉ huy bởi Tzazo, em của Gelimer, tới Sardegna để đối phó với cuộc nổi loạn. Kết quả là, quân đội của Đế quốc Đông La Mã dưới sự chỉ huy bởi Belisarius đã có thể đổ bộ lên bờ mà không gặp phải sự kháng cự nào và cách thành Carthage khoảng 10 dặm (16 km). Gelimer nhanh chóng tập hợp một đội quân, và đã giao chiến với Belisarius trong trận Ad Decimum; Người Vandal gần như đã giành chiến thắng trận chiến này cho đến khi người em trai của Gelimer, Ammatas và cháu trai của ông Gibamund bị chết trận. Gelimer sau đó hoảng loạn và bỏ trốn. Belisarius nhanh chóng chiếm lấy Carthage trong khi những người Vandal sống sót tiếp tục chiến đấu.
Ngày 15 tháng 12, năm 533, Gelimer và Belisarius đụng độ một lần nữa tại trận Tricamarum, cách Carthage khoảng 20 dặm (32 km). Một lần nữa, người Vandal đã chiến đấu mãnh liệt nhưng bị tan vỡ, lần này là khi người em trai Tzazo của Gelimer tử trận. Belisarius nhanh chóng tiến đến Hippo, thành phố thứ hai của Vương quốc Vandal, và trong năm 534, Gelimer đầu hàng đoàn quân chiến thắng Đông La Mã, đánh dấu sự kết thúc của Vương quốc Vandal.
Bắc Phi (bao gồm miền bắc Tunisia và phía đông Algeria trong thời kỳ của người Vandal) đã trở thành một tỉnh La Mã thêm một lần nữa, và từ đó người Vandals đã bị trục xuất. Hầu hết người Vandal đã đến Saldae (mà ngày nay được gọi là Béjaïa ở vùng đất Kabyl,phía bắc Algeria), nơi họ hợp nhất với người Berber. Một số khác đã bị xung vào quân đội phục vụ triều đình hoặc bỏ trốn đến hai vương quốc Goth (vương quốc Ostrogoth và vương quốc Visigoth), một số phụ nữ Vandal kết hôn với lính Byzantine định cư ở phía bắc Algeria và Tunisia. Các chiến binh Vandal ưu tú nhất được tổ chức thành năm trung đoàn kỵ binh, được gọi là Vandali Iustiniani, và đóng quân trên biên giới với Ba Tư.

## Các vị vua Vandal
- Wisimar (m. năm 335)
- Godigisel (năm 359–406)
- Gunderic (năm 407–428)
- Genseric (năm 428–477)
- Huneric (477–484)
- Gunthamund (484–496)
- Thrasamund (496–523)
- Hilderic (523–530)
- Gelimer (530–534)

## Ngôn ngữ
Rất ít thông tin được biết về ngôn ngữ của người Vandal, chỉ biết rằng nó là một nhánh của ngôn ngữ Đông German. Người Goth chỉ để lại phía sau duy nhất một nguồn ngữ liệu về loại ngôn ngữ Đông Đức này: một bản dịch thế kỷ thứ tư của các sách Phúc Âm Tất cả những người Vandal mà các nhà sử học hiện đại biết đến đã có thể nói tiếng Latin, mà cũng vẫn là ngôn ngữ chính thức của chính quyền Vandal (hầu hết các quan chức dường như là cư dân bản địa châu Phi / la Mã). Mức độ biết đọc biết viết trong thế giới cổ đại thì hầu như không chắc chắn lắm.

## Di sản
Từ khoảng năm 1540, vua Thụy Điển xưng làm Suecorum, Gothorum et Vandalorum Rex ("Vua của Suecii (Swede), Goth (Geat) và Vandal (Wend)"). Vào năm 1973, Carl XVI Gustaf đã từ bỏ danh hiệu này và giờ đây ông chỉ xưng mình là Quốc vương Thụy Điển.
Thuật ngữ hiện đại vandalism (dịch là "tính hay phá hoại những công trình văn hóa") xuất phát từ "danh tiếng" của người Vandal như là một rợ tộc đã tấn công và cướp phá thành Roma vào năm 455. Có lẽ tính hủy diệt của người Vandal không hề cao hơn các kẻ xâm phạm khác trong thời cổ đại, nhưng các tác giả có tư tưởng mến mộ Roma thường quy cho họ cái tội phá hủy Roma. Tỷ dụ, nhà thơ Anh Quốc theo trào lưu Khai sáng là John Dryden đã viết: Till Goths, and Vandals, a rude Northern race, / Did all the matchless Monuments deface, ý nói dân Goth và dân Vandal là những rợ tộc phương Bắc với sức phá hủy cái công trình lớn mà không gì sánh bằng. Thuật ngữ vandalisme được Giám mục Henri Grégoire thành Blois đặt ra vào năm 1794 để miêu tả vụ phá hoại các công trình văn hóa sau cuộc Cách mạng Pháp. Thuật ngữ này nhanh chóng được áp dụng trên khắp châu Âu. Sự hình thành thuật ngữ mới này đóng vai trò quan trọng trong việc tô hồng cho nhìn nhận về người Vandal từ thời Hậu Cổ đại, phổ biến hóa ý tưởng trước đây rằng họ là một nhóm người man rợ ham thích tàn phá. Người Vandal và những "man tộc" khác từ lâu đã bị các tác giả và sử gia quy cho cái tội gây ra sự sụp đổ của Đế quốc La Mã.

## Liên kết
- Kingdom of the Vandals - location map Lưu trữ ngày 3 tháng 12 năm 2007 tại Wayback Machine